# Koh e Asamai
Der Koh e Asamai (persisch کوه آسمايى) ist ein Berg in der afghanischen Hauptstadt Kabul.
Er liegt westlich des Zentrums und des Kabulflusses gegenüber dem Berg Sher Darwaza bzw. Shir Darwaza (persisch شيردروازه, wörtl. „Löwentor“ bzw. „großes Tor“) und endet bei der von den hinduistischen Kabulshahi um 4. Jahrhundert v. Chr. gebauten Arg Bala e Hissar (persisch ارگ بالاى حصار). Er reicht vom Stadtteil De(h) Afghanen („Afghanendorf“), bis zum Stadtteil Nawabad e De(h)mazang, in dem sich der Kabuler Zoo  befindet.
Der Berg verläuft mit seinen drei Gipfeln mit den Höhen von 2126 m, 1975 m und 2110 m von Nordwest nach Südost. Dort befinden sich auch die Antennen des afghanischen Fernsehens und diverse technischen Anlagen. Der Berg ist befahrbar.

## Religiöse Bedeutung
Aasma-i, gesprochen [Assma-i] (persisch آسمايى), ist ein Kompositum aus zwei Wörtern der indoiranischen Sprachen, nämlich Arzu (persisch آرزو) (Hoffnung) und Ma als Abkürzung von Madr bzw. [Matr],(Sanskrit/Hindko: Assa = Hoffnung, Mata/Ma = Mutter) und soll Mutters Hoffnung bedeuten. Die Mutter spielt eine bedeutende Rolle im Hinduismus.
Der Koh e Asamai hat besondere Bedeutung für die Hindus und Sikhs in Afghanistan. An seinen Hängen befindet sich der älteste Hindu- und Sikh-Tempel Kabuls, der (persisch درمسال آسمايى) Assmai-Tempel. In der Kabuler Altstadt gab und gibt es zahlreiche Hindu-Meditationszentren. In einem Tempel verehren die Hindus Ganesha, dessen Figur aus dem 7. Jahrhundert stammt. Insbesondere kurz nach dem Nouruz in Frühjahrsprozessionen bzw. Vaisaki und Baisaki steigen die Pilger diesen Berg hinauf, um an der Gedenkstätte zu beten. Ehsan Bayat hat die Hindu-Tempel am Hang und die Gedenkstätte auf dem Berg des Assmai renoviert.
In Europa und Amerika nennen Afghanen gerne ihre Daramsal (Hindu-Tempel) „Assamai-Tempel“, auch wenn es dafür verschiedene Transkriptionen wie z. B. Assamai, Ahsamai oder Assemai gibt.